# Pakosław (gmina)
Pour les articles homonymes, voir Pakosław.
Pakosław est une gmina rurale du powiat de Rawicz, Grande-Pologne, dans le centre-ouest de la Pologne. Son siège est le village de Pakosław, qui se situe environ 14 km à l'est de Rawicz et 88 km au sud de la capitale régionale Poznań.
La gmina couvre une superficie de 77,54 km2 pour une population de 4 781 habitants en 2013.

## Géographie

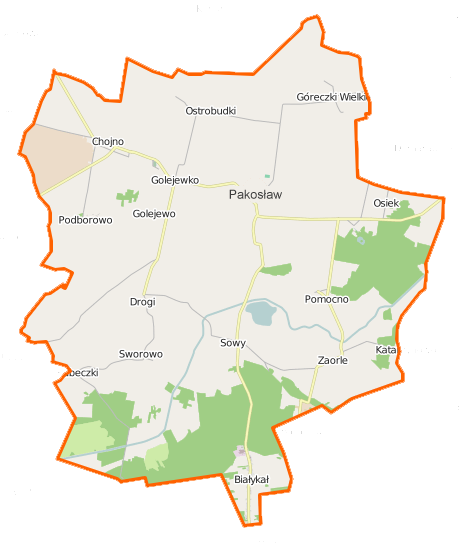
Plan de la gmina.

La gmina inclut les villages de:
- Białykał
- Chojno
- Golejewko
- Golejewo
- Góreczki Wielkie
- Kubeczki
- Niedźwiadki
- Osiek
- Ostrobudki
- Pakosław
- Podborowo
- Pomocno
- Sowy
- Sworowo
- Zaorle

### Gminy voisines
La gmina de Pakosław est bordée des gminy de :
- Jutrosin
- Miejska Górka
- Milicz
- Rawicz

## Structure du terrain
D'après les données de 2002, la superficie de la commune de Pakosław est de 77,54 km2, répartis comme tel :
- terres agricoles : 71 %
- forêts : 22 %

La commune représente 14,02 % de la superficie du powiat.

## Démographie
Données du 30 juin 2004 :
| Description        | Total  | Total | Femmes | Femmes | Hommes | Hommes |
| ------------------ | ------ | ----- | ------ | ------ | ------ | ------ |
| Unité              | Nombre | %     | Nombre | %      | Nombre | %      |
| population         | 4 584  | 100   | 2 229  | 48,6   | 2 355  | 51,4   |
| Densité (hab./km²) | 59,1   | 59,1  | 28,7   | 28,7   | 30,4   | 30,4   |